# Vincent Onos
Vincent Onos (ur. 8 kwietnia 1986) – holenderski lekkoatleta specjalizujący się w rzucie młotem. 
Reprezentant kraju w zimowym pucharze Europy oraz drużynowych mistrzostwach Europy.
Złoty medalista mistrzostw Holandii. 
Rekord życiowy: 68,34 (11 maja 2013, Lisse). 

## Osiągnięcia
| Rok  | Impreza                              | Miejsce   | Lokata              | Wynik |
| ---- | ------------------------------------ | --------- | ------------------- | ----- |
| 2010 | Zimowy puchar Europy w rzutach       | Arles     | 11. miejsce w gr. B | 62,52 |
| 2010 | I liga drużynowych mistrzostw Europy | Budapeszt | 7. miejsce          | 64,56 |
| 2011 | Zimowy puchar Europy w rzutach       | Sofia     | 5. miejsce w gr. B  | 64,45 |
| 2011 | I liga drużynowych mistrzostw Europy | Izmir     | 9. miejsce          | 63,42 |
| 2012 | Zimowy puchar Europy w rzutach       | Bar       | 2. miejsce w gr. B  | 64,92 |
| 2013 | I liga drużynowych mistrzostw Europy | Dublin    | 5. miejsce          | 66,15 |